# Дело ведёт Шнель
«Дело ведёт Шнель» (нем. Schnell ermittelt) — сериал австрийского производства о женщине-комиссаре полиции Ангелике Шнель, руководящей отделом по расследованию убийств в Вене. Впервые появляется на экранах 21 апреля 2009 на телеканале ORF 1.

## Сюжет
Главная героиня — Ангелика Шнель (Урсула Штраусс), комиссар полиции Вены, руководитель отдела по расследованию убийств. Она разведена и имеет двоих детей. От обычного комиссара полиции её отличают необычные методы работы и особая чувствительность: Ангелика помимо фактов опирается на свои чувства и видения. Она часто видит в них места, жертв, иногда даже себя на месте жертв.

## Награды
- 2010 год — награда Romy в номинации «любимый актёр сериала» — Урсула Штраусс
- 2011 год — награда Romy в номинации «лучший телепродюсер» — Kurt J. Mrkwicka, Andreas Kamm, Oliver Auspitz